# Замок Кілмеден
Замок Кілмеден (англ. Kilmeaden Castle) — один із замків Ірландії, розташований у графстві Вотерфорд.

## Історія замку Кілмеден
Замок Кілмеден у XVII столітті належав Джону Паверу. Замок був зруйнований військами Олівера Кромвеля під час придушення повстання за незалежність Ірландії 1641—1652 років.
У 1285 році маєтком Кілмеден володів Волтер де ла Гей, що влаштовував щотижневі ринки. У 1301 році маєток Кілмеден був у володіннях Роберта де Уффорда. У 1307 році цими землями та маєтком володів Юстас ле Пер. Потім у тому ж XIV столітті цими землями володів Ніколас Павер Кілмеденський.
Те що лишилося від замку Кілмаден — руїни башт і стін — ці споруди були побудовані в XVII—XVIII століттях. У 1777 році замок Кілмеден був зображений на картах Тейлор-Скіннера. Зберігся опис замку кінця XVIII століття. У цьому описі сказано: «Замок Кілмеден побудований на фундаменті давнього замку, що колись був побудований на березі річки Шур. Навколо замку є сади й канали, де розводять рибу. Навколо маєтку є ліси.»
Зберігся лист старофранцузькою мовою писаний наприкінці XIII століття, де згадується замок Кілмеден: «За наказом короля Генріха III жителям Кілмедена було даровано привілеї щодо торгівлі свинями. Той, хто пише це молить Бога, щоб король дарував жителям ще одну грамоту…»
У документах того часу згадується Адам де Маррей, якого звинуватили в тому, що він пограбував торговця з Брістоля біля Кілмедена.
Кілмеден був активно залучений до торгівлі з Англією. Місце, де стояв замок Кілмеден було стратегічно важливим — було на перетині торгових шляхів, річок та каналів.